# Josephine St. Pierre Ruffin

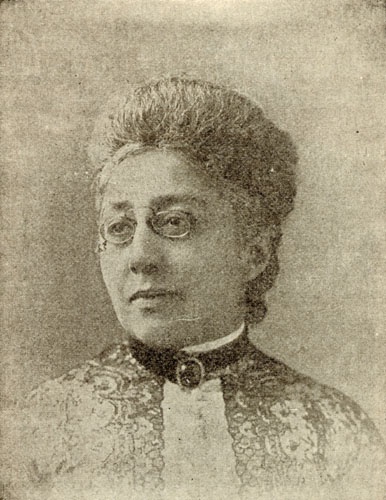
Josephine St. Pierre Ruffin, 1902

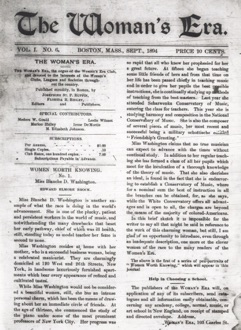
The Woman's Era, Titelseite, September 1894

Josephine St. Pierre Ruffin (* 31. August 1842 in Boston, Massachusetts; † 13. März 1924 ebenda) war eine US-amerikanische Verlegerin, Journalistin, Bürgerrechtlerin, Frauenrechtlerin und Herausgeberin der Woman's Era, der ersten nationalen Zeitung, die von und für afroamerikanische Frauen herausgegeben wurde.

## Leben
Ruffin wurde als Tochter von John St. Pierre, französischer und afrikanischer Abstammung aus Martinique, und Elizabeth Matilda Menhenick aus Cornwall, England, geboren. Ihr Vater war ein erfolgreicher Tuchhändler und Gründer einer Bostoner Zionskirche. Sie besuchte öffentliche Schulen in Charlestown und Salem sowie eine Privatschule in New York City, da ihre Eltern die getrennten Schulen in Boston ablehnten. Nachdem die Rassentrennung in den Bostoner Schulen aufgehoben war, schloss sie ihr Studium an der Bowdoin School ab.
Im Alter von 16 Jahren heiratete sie George Lewis Ruffin (1834–1886), der später der erste afroamerikanische Absolvent der Harvard Law School, der erste Afroamerikaner, der in den Bostoner Stadtrat gewählt wurde, und der erste afroamerikanische Stadtrichter wurde. Das Paar zog nach Liverpool, kehrte aber bald darauf nach Boston zurück und kaufte ein Haus im West End. Ruffin und ihr Mann hatten fünf Kinder: Hubert, einen Rechtsanwalt; Florida Ridley, eine Schuldirektorin und Mitbegründerin von Woman's Era; Stanley, einen Erfinder; George, einen Musiker; und Robert, der aber vor seinem ersten Geburtstag starb.
Gemeinsam mit ihrem Mann engagierte sich Ruffin im Kampf gegen die Sklaverei. Während des Bürgerkriegs halfen sie bei der Rekrutierung schwarzer Soldaten für die Unionsarmee, für das 54. und 55. Massachusetts Infantry Regiment. Sie arbeiteten auch für die Sanitation Commission, die Hilfe für die Versorgung der Soldaten im Feld bereitstellte. Nach Kriegsende wandte sich Ruffin der Organisation der Kansas Freedmen's Relief Association zu und sammelte Geld und Kleidung für die Schwarzen aus dem Süden, die nach Kansas umgesiedelt wurden, die so genannten Exodusters.
Ruffin unterstützte das Frauenwahlrecht und gründete 1869 zusammen mit Julia Ward Howe und Lucy Stone in Boston die American Woman Suffrage Association. Eine Gruppe dieser Frauen, darunter Howe und Stone, gründete 1868 auch den New England Women's Club, in den Ruffin Mitte der 1890er Jahre als erstes schwarzes Mitglied des Clubs beitrat.
Als ihr Mann George 1886 im Alter von 52 Jahren starb, nutzte Ruffin ihre finanzielle Sicherheit und ihre organisatorischen Fähigkeiten, um The Woman's Era zu gründen, die erste Zeitung des Landes, die von und für afroamerikanische Frauen herausgegeben wurde. Sie war von 1890 bis 1897 als Herausgeberin und Verlegerin tätig. The Woman's Era trat für rassenübergreifende Aktivitäten ein rief schwarze Frauen dazu auf, mehr Rechte für ihre Rasse zu fordern.
Im Jahr 1891 war sie die erste Präsidentin des Co-Worker's Club in Boston, einer angesehenen Wohltätigkeitsorganisation.
1894 organisierte Ruffin mit Hilfe ihrer Tochter Florida Ridley und Maria Louise Baldwin, einer Bostoner Schuldirektorin, den Woman's Era Club, eine Interessenvertretung für schwarze Frauen.
1895 gründete Ruffin zusammen mit Julia O. Henson die National Federation of Afro-American Women. Sie luden alle afroamerikanischen Frauen zu einer dreitägigen Konferenz nach Boston ein, um Fragen im Zusammenhang mit dem „moralischen, geistigen, körperlichen und finanziellen Wachstum und Wohlergehen“ schwarzer Frauen zu erörtern, nachdem John Jacks, Präsident der Missouri Press Association, sich abfällig über den Charakter afroamerikanischer Frauen geäußert hatte. 42 schwarze Frauenclubs aus 14 Staaten nahmen aus dem ganzen Land nahmen vom 29. bis 31. Juli 1895 an der First National Conference of the Colored Women of America teil. Zu den gewählten Amtsträgerinnen der Konferenz gehörten Ruffin als Präsidentin sowie Helen Appo Cook und Margaret Murray Washington als Vizepräsidentinnen.
Im folgenden Jahr fusionierte die Organisation mit der Colored Women's League zur National Association of Colored Women’s Clubs (NACWC). Mary Church Terrell wurde zur Präsidentin gewählt und Ruffin fungierte als eine der Vizepräsidentinnen der Organisation.
Parallel versuchte Ruffin die Clubs in New England in einen gemeinsamen, den New England Woman's Club zu vereinen. Als die General Federation of Women's Clubs 1900 in Milwaukee zusammentrat, wollte sie als Vertreterin dreier Clubs teilnehmen, des Woman's Era Club, des New England Woman's Club und des New England Woman's Press Club. In der General Federation hatten Frauen aus dem Süden Machtpositionen inne, und als der Vorstand herausfand, dass alle Mitglieder des Woman's Era Club schwarz waren, wollten sie Ruffins Beglaubigungsschreiben nicht akzeptieren. Man teilte Ruffin mit, dass sie als Vertreterin der beiden weißen Clubs einen Sitz erhalten könne, nicht aber des schwarzen. Sie weigerte sich aus Prinzip und wurde von den Verhandlungen ausgeschlossen. Diese Ereignisse wurden als „The Ruffin Incident“ bekannt und fanden landesweit in den Zeitungen Erwähnung, von denen die meisten Ruffin unterstützten. Danach gab der Woman's Era Club jedoch eine offizielle Erklärung ab, nach sich farbige Frauen auf ihre Clubs und das Arbeitsfeld, das ihnen dort offen stünde, beschränken sollten.
Ruffin starb 1924 in ihrem Haus in der St. Botolph Street in Boston an einer Nierenentzündung und wurde auf dem Mount Auburn Cemetery in Cambridge beigesetzt.

## Nachleben
1995 wurde Ruffin in die National Women's Hall of Fame aufgenommen.
Im Jahr 1999 wurde das Massachusetts State House um eine Reihe von sechs hohen Marmortafeln mit je einer Bronzebüste erweitert; die Büsten stammen von Ruffin, Florence Luscomb, Mary Kenney O’Sullivan, Dorothea Dix, Sarah Parker Remond, and Lucy Stone. Jeweils zwei Zitate von jeder dieser Frauen sind auf einer eigenen Marmortafel eingraviert, und die Wand hinter allen Tafeln ist mit einer Fotografientapete aus sechs Regierungsdokumenten, die mit einem Anliegen einer oder mehrerer der Frauen in Verbindung steht.
Ruffins Haus in der Charles Street ist ein Anlaufpunkt des Boston Women's Heritage Trails.